# Alexandre Chliapnikov
Alexandre Gavrilovitch Chliapnikov (en russe : Александр Гаврилович Шляпников), né le 30 août 1885 à Mourom et mort exécuté le 2 septembre 1937 à Moscou, est un communiste russe, membre de l'Opposition ouvrière au sein du Parti bolchevique.

## Enfance
Alexandre Gavrilovitch Chliapnikov est né le 30 août 1885 à Mourom troisième de quatre enfants d'une famille d'orthodoxes vieux-croyants. Son enfance est difficile, son père se noie alors qu'il n'a que deux ans laissant sa famille dans la pauvreté. Entrant à l'école primaire à l'âge de 8 ans il en ressort trois ans plus tard. De cette scolarité il ne gardera pas un bon souvenir : « L'école n'était pas une mère pour moi, et ce ne sont pas les professeurs qui m'ont éduqué (...) même durant ces années la vie m'a appris qu'il n'y avait pas de justice dans ce monde. » Il commence  à travailler comme ouvrier à l'âge de 13 ans à l'usine métallurgique Semiannikov de Mourom dont il sera licencié trois ans plus tard pour avoir été gréviste. De ce fait, souligne l'historien Marc Ferro, il sera le seul grand dirigeant bolchevik à disposer d'une authentique expérience du travail ouvrier en usine.

## Vie militante
Il rejoint le POSDR de Moscou en 1903, avant de participer à un meeting à la suite du dimanche rouge où il sera arrêté et envoyé à la prison de Vladimir. Libéré en 1907, il part en exil en Europe.
En 1911 il entame une relation d'amour avec la compagne d'exil Alexandra Kollontaï. Ils formaient un couple atypique: elle était une intellectuelle menchevique, d'origine noble, treize ans plus âgée que son amant; lui était un métallurgiste autodidacte venu de la province russe et un leader bolchevique de premier plan. La liaison se termine en 1916, mais deviendra bientôt une amitié profonde fondée sur une correspondance générale d'idéaux politiques, qui se poursuivra  jusque dans les années 1930, en plein stalinisme.
Au début du conflit mondial, Chliapnikov est envoyé en 1915 par le Parti auprès des pays scandinaves, puis l'année suivante, aux États-Unis pour récolter des fonds.

## Au pouvoir
Retourné clandestinement en Russie, il organise en février le soviet de Petrograd et prépare le retour de Lénine. Avant l'arrivée de celui-ci et la victoire des Thèses d'Avril, il s'oppose à la direction officielle du parti, à la majorité des vieux-bolcheviks et à Staline, en plaidant, à l'instar de Lénine et Trotsky, pour une attitude hostile envers le gouvernement de coalition des socialistes-révolutionnaires, des mencheviques et de la bourgeoisie libérale.
Président du syndicats des métallurgistes en juillet 1917, il gagne ce dernier au bolchévisme. Toutefois, il ne joue aucun rôle de premier plan en Octobre et il plaide pour une coalition gouvernementale avec les mencheviks et le Parti socialiste-révolutionnaire de gauche (SR de gauche). Il est quand même nommé commissaire du peuple chargé du travail du 8 novembre 1917 au 1er décembre 1918 et il soutient loyalement la politique de communisme de guerre promue par les bolcheviks. Selon l'anarchiste Voline, sa direction se serait avérée arbitraire, ayant fait fermer plusieurs usines et menacé de licenciement sans indemnité les ouvriers qui protestaient.
Ouvertement oppositionnel au sein du Parti à partir de 1919, il est toutefois nommé au Comité militaire du front sud puis commandant du front Caspienne-Caucase pendant la guerre civile. Chliapnikov participe en 1920 à la création de l'Opposition ouvrière, courant d’opposition, avec notamment Sergueï Medvedev (1885–1937), son camarade dans le syndicat des métallurgistes. Tout en n'étant pas d'extraction ouvrière, Alexandra Kollontaï aussi se range du côté du nouveau courant, qui prône l'affermissement de la démocratie en Russie par un accroissement du pouvoir des syndicats face au parti. Sur ce point Chliapnikov se heurte à Lénine au Xe congrès en mars 1921 et n'hésite pas à railler Lénine même qui vient de déplorer la quasi-disparition de la classe ouvrière pendant la guerre civile : « Eh bien, camarade Lénine, je vous félicite d'exercer le pouvoir au nom d'une classe qui n'existe pas ! ». Lors de ce congrès encore, Chliapnikov qualifie le gouvernement de « anti-classe ouvrière ». L’Opposition ouvrière échoue, le droit de fraction est supprimé dans le parti communiste et le courant est dissous avec effet immédiat. Chliapnikov fait cependant partie des signataires d'une lettre ouverte écrite, en février 1922, au comité exécutif de l'Internationale communiste, par vingt-deux syndicalistes et ex-représentants de la fraction, et Alexandra Kollontaï cherche en vain à prendre la parole au congrès de l'Internationale communiste pour en exposer la teneur. Au onzième congrès du parti russe, qui suit entre mars et avril de la même année, Kollontaï, Chliapnikov, Medvedev et d'autres signataires de l'appel sont accusés de fractionnisme et menacés d'expulsion. À la fin, toutefois, le congres décide de permettre aux trois de rester, mais à condition que la conduite fractionniste ne se répète pas à l'avenir.
Désavoué, Chliapnikov est pourtant réélu au Comité central, tout en continuant à défendre ses idées (Lettre de Bakou en 1924), mais sans prendre part aux querelles du pouvoir. Conseiller à Paris, il rentre en 1925. Il appartient peu de temps à l'Opposition unifiée de Trotski, Radek, Zinoviev et Kamenev, il cède aux pressions et rentre finalement dans le rang. Alors en retrait, il se consacre à la rédaction de ses Mémoires.
Victime de la répression stalinienne, Chliapnikov est exclu du Parti et exilé à Astrakhan en 1933, emprisonné le 2 septembre 1936 à l'« isolateur politique » de Verkhneouralsk, puis exécuté le 2 septembre 1937.
Le 31 janvier 1963, le Collège militaire de la Cour suprême de l'URSS a réhabilité Alexandre Chliapnikov. Le 21 décembre 1988, le Comité de contrôle du PCUS l'a réintégré dans le parti à titre posthume.